# Johann Nepomuk Konstantin Schuster
Johann Nepomuk Konstantin Schuster, ungarisch János Konstanz Schuster, auch Janus Pannonius (Pseudonym),  (* 4. Mai 1777 in Fünfkirchen, Heiliges Römisches Reich; † 19. Mai 1838 in Pest, Kaisertum Österreich, Sterbejahr wird in der Literatur auch mit 1831 und 1838 angegeben) war ein ungarndeutscher Chemiker, Mineraloge, Arzt und Hochschullehrer.

## Leben
Schuster studierte zwischen 1796 und 1800 Medizin in Pest und erlangte dort 1802 den Titel Dr. med. 1804 und 1805 machte er eine Studienreise durch Deutschland, bei der er unter anderem in Berlin Vorlesungen des Chemikers Martin Heinrich Klaproth hörte. 1808 wurde er am Lyzeum in siebenbürgischen Klausenburg zum Professor der Chemie und der Mineralogie ernannt. 1809 wechselte er zur Universität in Pest, wo er zum Professor der Biologie ernannt wurde. 
1809 wurde er im Zuge der letzten ungarischen adeligen Erhebung gegen Napoleon Bonaparte zum Feldarzt bestellt und hatte große Verdienste bei der Bekämpfung von Epidemien. 1811 nahm Schuster seinen Lehrstuhl für Chemie an der Universität Pest wieder ein. Er wurde Dekan der medizinischen Fakultät und 1821/22 Rektor der Universität. Er katalogisierte die naturwissenschaftlichen Abteilungen des Ungarischen Nationalmuseums. 1831 ernannte ihn die Ungarische Akademie der Wissenschaften zum ordentlichen Mitglied. Mit seinen juristischen Kenntnissen wurde Schuster 1836 zum Tafelrichter des Komitats Baranya ernannt. 
Zusätzlich zu vielen Fachartikeln in deutscher und lateinischer Sprache schrieb er 14 Bücher, zwei davon in ungarischer Sprache. Er übersetzte lateinische und französische Texte ins Deutsche. Schuster gilt als der Begründer der ungarischen Fachsprache für die Chemie und das Arzneiwesen.